# Infanterie-Regiment „von Voigts-Rhetz“ (3. Hannoversches) Nr. 79
Das Infanterie-Regiment „von Voigts-Rhetz“ (3. Hannoversches) Nr. 79 war ein Infanterieverband der Preußischen Armee.

## Geschichte

Ansichtskarte von ca. 1910: Kasernen des Regiments in Hildesheim

Der Verband wurde durch A.K.O. vom 27. September 1866 aus verschiedenen Regimentern der 7. Division in Magdeburg, u. a. aus Teilen des Leibregiments des Königs von Hannover gebildet. Es führte ab 5. November 1866 (Stiftungstag) die Bezeichnung Infanterie-Regiment Nr. 79. Es war der 39. Infanterie-Brigade (X. Armee-Korps) unterstellt und hatte seine Garnison in Hildesheim. Durch A.K.O. vom 7. November 1867 erhielt das Regiment die Provinzialbezeichnung „Hannoversches“ und hieß ab diesem Zeitpunkt 3. Hannoversches Infanterie-Regiment Nr. 79. Das hellblaue Ärmelband mit der Aufschrift Gibraltar erinnerte an die drei hannoverschen Bataillone, die im Dienst des hannoverschen Kurfürsten und englischen Königs Georg III. die britische Kronkolonie Gibraltar von 1779 bis 1783 verteidigten.
In Erinnerung an Konstantin Bernhard von Voigts-Rhetz verlieh Wilhelm II. am 27. Januar 1889 dem Regiment den Namen des verstorbenen Generals der Infanterie, das bis zur Auflösung des Verbandes Infanterie-Regiment „von Voigts-Rhetz“ (3. Hannoversches) Nr. 79  hieß.
Wilhelm II. bestimmte ferner am 24. Januar 1899, dass in Tradition und zur Erinnerung an das Hannoversche Leib-Regiment der Stiftungstag des Infanterie-Regiments „von Voigts-Rhetz“ (3. Hannoversches) Nr. 79 auf den 3. Januar 1838 festzulegen sei.

### Deutsch-Französischer Krieg

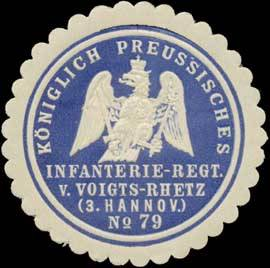
Siegelmarke Infanterie-Regiment „von Voigts-Rhetz“ (3. Hannoversches) Nr. 79

In der Nacht vom 16. auf den 17. Juli 1870 traf beim Regiment der Befehl zur Mobilmachung für den Krieg gegen Frankreich ein. Am 29. Juli 1870 wurde der Verband mit der Eisenbahn über Hannover, Düsseldorf und Köln nach Bingerbrück gefahren. Von dort trat es den Marsch über Wöllstein nach St. Ingbert an und überschritt am 8. August 1870 die deutsch-französische Grenze.
Am 16. August 1870 nahm das Regiment an der Schlacht von Mars-la-Tour und zwei Tage später an der Schlacht bei Gravelotte teil. Daran schloss sich bis Oktober die Einschließung von Metz an. Im November kämpfte der Verband in der Schlacht bei Beaune-la-Rolande und Teile kamen vom 16. Dezember 1870 bis 6. Januar 1871 während der Kämpfe um Vendôme  zum Einsatz. Danach war es bis 12. Januar bei Le Mans.
Nach dem Friedensschluss verblieb das Regiment noch als Besatzungstruppe in Frankreich. Am 21./22. Juni 1871 wurde der Verband mit der Eisenbahn von Vitry über Nancy, Haguenau, Wissembourg, Ludwigshafen, Frankfurt am Main und Kassel in die Garnison zurücktransportiert.

### Erster Weltkrieg
Zu Beginn des Ersten Weltkriegs machte das Regiment am 2. August 1914 mobil. Es rückte im Verband mit der 39. Infanterie-Brigade in das neutrale Belgien ein, beteiligte sich an der Eroberung von Lüttich sowie den Kämpfen um Namur. Im Anschluss daran rückte das Regiment weiter nach Frankreich vor, wo es bis April 1915 in Stellungskämpfen an der Aisne lag. Seit 22. März 1915 der 40. Infanterie-Brigade unterstellt, verlegte es Ende des Monats an die Ostfront und kam hier erstmals in der Schlacht von Gorlice-Tarnów zum Einsatz. Nach weiteren Kämpfen, u. a. in der Schlacht bei Lemberg, kehrte das Regiment kurzzeitig an die Westfront zurück. Im Oktober 1915 wurde der Verband in die Herbstschlacht in der Champagne geworfen und lag dann wieder in Stellungskämpfen an der Aisne. Für einige Monate war das Regiment von Juni bis November 1916 wieder im Osten im Einsatz und erhielt während dieser Zeit zusätzlich eine 2. und 3. MG-Kompanie. Nach der Rückkehr in den Westen lag das Regiment wieder an der Aisne, kämpfte in Lothringen und im April 1917 in der Schlacht an der Aisne. Von Juli bis September 1917 letztmals im Osten eingesetzt, trat der Verband dann in die Stellungskämpfe in Flandern und Artois ein. Während der Herbstschlacht in Flandern wurde das Regiment am 4. Oktober 1917 bei Zonnebeke aufgerieben und geriet dabei überwiegend in Gefangenschaft. Die Reste wurden daraufhin am 7. Oktober in einem Bataillon zusammengefasst, und kurz darauf konnte durch Zuführung von Ersatz der Verband wiederhergestellt werden. Im letzten Kriegsjahr war das Regiment im März/April 1918 an der Deutschen Frühjahresoffensive beteiligt und befand sich danach fast ausschließlich in verlustreichen Abwehrkämpfen. Ersatz erhielt es im August 1918, als das II. Bataillon des aufgelösten Reserve-Infanterie-Regiments Nr. 260 eingegliedert wurde. Während der Kämpfe bei Havrincourt wurde das Regiment am 27. September aufgerieben und fiel überwiegend in Gefangenschaft. Die Reste formierten sich in einem Kampfbataillon mit drei Kompanien, wobei auch dieses Kampfbataillon am 8. Oktober bei Prémont vollständig aufgerieben wurde. Mitte Oktober bestand das Regiment wieder aus drei Bataillonen. Die 4., 8. und 12 Kompanie konnte aufgrund der mangelnden Ersatzlage nicht wieder formiert werden und wurden daher aufgelöst. Gegen Ende des Monats wurde noch das II. Bataillon des aufgelösten Reserve-Infanterie-Regiments Nr. 273 in das I. Bataillon eingegliedert und der Verband um eine MW-Kompanie ergänzt.

### Verbleib
Nach dem Waffenstillstand von Compiègne kehrten die Reste des Regiments nach Hildesheim zurück, wo es ab 3. Dezember 1918 demobilisiert und am 30. September 1919 schließlich aufgelöst wurde.
Aus demobilisierten Teilen bildeten sich verschiedene Freiformationen. Im Januar 1919 formierte jedes Bataillon eine Sicherheits-Kompanie. Diese gingen mit der Bildung der Vorläufigen Reichswehr im III. Bataillon des Reichswehr-Infanterie-Regiments 19 und im I. Bataillon des Reichswehr-Infanterie-Regiments 20 auf.
Weitere Teile waren beim Grenzschutz-Bataillon „Förster“ sowie bei der Sicherheitswehr Hannover. Außerdem wurde noch eine Sicherheits-MG-Kompanie Hildesheim aufgestellt. Dieses bildete später die 1. MG-Kompanie des Reichswehr-Infanterie-Regiments 20.
Die Tradition übernahm in der Reichswehr durch Erlass des Chefs der Heeresleitung General der Infanterie Hans von Seeckt vom 24. August 1921 die 7. Kompanie des 16. Infanterie-Regiments.

## Literatur

Geschichte des Kgl. Preuß. Infanterie-Regiments v. Voigts-Rhetz (3. Hannov.) Nr. 79 im Weltkrieg 1914–1918. mit Ärmelband Gibraltar.

## Kommandeure
| Dienstgrad                  | Name                                     | Datum                                                               |
| --------------------------- | ---------------------------------------- | ------------------------------------------------------------------- |
| Oberst                      | Eduard von Valentini                     | 30. Oktober 1866 bis 2. Juni 1871                                   |
| Oberstleutnant/Oberst       | Paul von Baumeister                      | 20. Juni 1871 bis 17. Mai 1876                                      |
| Oberstleutnant/Oberst       | Arndt von Steuben                        | 18. Mai 1876 bis 15. November 1882                                  |
| Oberstleutnant              | Maximilian von Lindeiner gen. von Wildau | 16. November 1882 bis 17. Oktober 1883 (mit der Führung beauftragt) |
| Oberst                      | Maximilian von Lindeiner gen. von Wildau | 18. Oktober 1883 bis 14. November 1884                              |
| Oberst                      | Julius Herzbruch                         | 15. November 1884 bis 3. August 1888                                |
| Oberst                      | Rudolf von Spankeren                     | 04. August 1888 bis 17. April 1891                                  |
| Oberst                      | Eugen von Schlegell                      | 18. April 1891 bis 16. Februar 1894                                 |
| Oberst                      | Friedrich Paris                          | 17. Februar 1894 bis 21. März 1897                                  |
| Oberst                      | Hugo von Collani                         | 22. März 1897 bis 7. April 1901                                     |
| Oberst                      | Maximilian von Engelbrechten             | 18. April 1901 bis 19. Juli 1904                                    |
| Oberst                      | Wilhelm von Harbou                       | 22. Mai 1904 bis 1. Juni 1908                                       |
| Oberst                      | Friedrich von Wussow                     | 02. Juni 1908 bis 19. Februar 1912                                  |
| Oberst                      | Ernst Roeßler                            | 20. Februar 1912 bis 1. August 1914                                 |
| Oberstleutnant              | Leo von Koblinski                        | 02. August bis 29. September 1914                                   |
| Oberstleutnant              | Robert von Wegerer                       | 30. September 1914 bis 18. Januar 1915                              |
| Major/Oberstleutnant/Oberst | Leopold von Ledebur                      | 19. Januar 1915 bis 26. Juli 1918                                   |
| Major                       | Wilhelm Niemann                          | 30. Juli bis 17. Dezember 1918                                      |
| Oberst                      | Robert von Wegerer                       | 18. Dezember 1918 bis 30. September 1919                            |